# Mihai Gafițanu
Mihai Gafițanu (n. 16 septembrie 1934, Iași) este un profesor universitar român în domeniul ingineriei mecanice.

## Biografie
După studiile de liceu, terminate în 1952, Mihai Gafițanu a absolvit (1957) Facultatea Electrotehnică, Secția Mecano-Energetică, de la Institutul Politehnic din Iași. În 1968 a susținut teza de doctorat cu titlul „Contribuții la studiul capacității portante a angrenajelor cu roți dințate cilindrice din poliamidă pe roți dințate din oțel.” A fost prorector și rector al Universității Tehnice "Gh. Asachi" din Iași. A efectuat specializări la Rensselaer Polytechnic Institute, Troy, New York, SUA, Institutul Bauman din Moscova, Imperial College din Londra, precum și în Grecia și Iugoslavia. A fost Profesor Asociat la Luoyang Institute of Technology, China și la Massachussets Institute of Technology, SUA. 

## Activitate academică
Mihai Gafițanu a avut o activitate academică de înalt nivel în domeniile de cercetare științifică, publicații și conducere. A adus contribuții în domeniul diagnosticării vibroacustice a mașinilor și utilajelor, a tehnicilor și metodelor de analiză a tensiunilor pe cale electrorezistivă, a rulmenților etc. A condus 31 lucrări de doctorat finalizate.

## Cărți publicate
- Mihai Gafițanu, Dumitru Mocanu, Dan Pavelescu, ș.a. Organe de mașini, 2 vol., (1981-1983), Editura Tehnică, București
- Mihai Gafițanu, Diomid Nastase ș.a., Rulmenți. Proiectare și tehnologie, 2 vol., 1985, Editura Tehnică, București
- Mihai Gafițanu, Virgil Focșa, Vasile Merticaru, Leopold Biborosch, Vibrații și zgomote, Editura Junimea, Iași, 1980

## Activitate politică
Mihai Gafițanu a fost membru deplin în Comitetul Central al Partidului Comunist Român.

## Distincții
- Medalia Muncii (26 iunie 1969) „în semn de prețuire a personalului didactic pentru activitatea meritorie în domeniul instruirii și educării elevilor și studenților și a contribuției aduse la dezvoltarea învățămîntului și culturii din patria noastră”[3]
- Ordinul Muncii clasa a II-a (7 mai 1981) „pentru rezultatele obținute în îndeplinirea cincinalului 1976–1980, pentru contribuția deosebită adusă la înfăptuirea politicii Partidului Comunist Român de făurire a societății socialiste multilateral dezvoltate în patria noastră, cu prilejul aniversării a 60 de ani de la făurirea Partidului Comunist Român”[4]
- Doctor Honoris Causa al Universității Tehnice a  Moldovei[5]